# Dinocheirus imperiosus
Espèce
Dinocheirus imperiosus est une espèce de pseudoscorpions de la famille des Chernetidae.

## Distribution
Cette espèce est endémique du Nouveau-Mexique aux États-Unis. Elle se rencontre dans les monts Sandia.

## Description
Les mâles mesurent de 2,3 à 2,4 mm et les femelles de 2,4 à 2,8 mm.

## Publication originale
- Hoff, 1956 : Pseudoscorpions of the family Chernetidae from New Mexico. American Museum Novitates, no 1800, p. 1-66 (texte intégral).